# Испанская революция 1936 года
Испанская революция — обозначение последовавших с началом Гражданской войны в Испании в 1936 году социально-политической трансформации и изменений системы собственности и власти в Испанской Республике, используемое рядом историков; в советской историографии использовался термин «национально-революционная война». Социальная революция привела к широкому внедрению анархистских и общесоциалистических организационных принципов в разных частях страны, оставшейся под контролем республиканского лагеря в течение двух-трёх лет: прежде всего в Каталонии, Арагоне, Андалусии и части Валенсии. Значительная часть республиканской экономики оказалась под рабочим контролем. В районах, контролировавшихся анархо-синдикалистами, таких, как Каталония, данный показатель превышал 75 %; в то же время в тех районах, где пользовалась влиянием компартия Испании, данный процент был ниже, поскольку правительство СССР и руководства Коминтерна активно препятствовали процессу развития коллективизации (и других социалистических и коммунистических преобразований), считая, что Испания не готова к подобным переменам. Заводы и фабрики находились под управлением рабочих комитетов, а в сельской местности создавались коллективные (коллективизированные) сельскохозяйственные либертарные коммуны. Коллективизировались в том числе отели, парикмахерские и рестораны, и управлялись самими трудящимися данных заведений. По оценкам исследователя Сэма Долгоффа прямо или косвенно в революционных преобразованиях участвовало до 8 миллионов человек, которые, как он утверждает «ближе всего подошли к реализации идеалов свободного безгосударственного общества в широком масштабе, нежели какая-либо ещё революция в истории». При этом он ссылается на данные французского анархистского историка Гастона Леваля (непосредственного участника событий), обобщая анархистскую концепцию социальной революции.
Коллективизация проводилась в первую очередь рядовыми членами Национальной конфедерации труда и Федерации анархистов Иберии.
Кроме того в процессе коллективизации принимали участие и члены социалистического всеобщего союза трудящихся (ВСТ), хотя и далеко не все члены данного профсоюзного объединения.

## Историография
В советской историографии использовался термин «национально-революционная война» (обозначение Хосе Диаса и Д. Ибаррури) как часть Испанской революции, длившейся с 1931 года по окончание Гражданской войны. Свержение монархии трактовалось как начало революции — социального и политического конфликта, принявшего в 1936—1939 гг. форму гражданской войны.
О социальной революции в русскоязычной историографии в постсоветский период писали такие исследователи анархо-синдикализма, как Александр Шубин («Великая испанская революция 1931—1939»), Вадим Дамье и А. Федоров. Шубин также отсчитывает революцию со свержения монархии, а с начала Гражданской войны — переход от социально-политической к «глубокой социальной революции», инициированной анархо-синдикалистами и повлекшей за собой изменения системы собственности и власти. Дамье и Федоров датируют испанскую революцию 1936—1937 годами, обозначая её как «социальную»; Федоров также останавливается на культурной революции в ходе Гражданской войны. Шубин связывает поражение революции с событиями мая 1937 года и установлением просоветской «народной демократии» во главе с Х. Негрином, в то время как Дамье датирует поражение началом 1938 года.
В зарубежной историографии термин также использовался историками-анархистами, например, Хосе Пейратсом. Испанский историк Хуан Пабло Фуси также говорит о революционных преобразованиях, и пишет что Страна Басков была единственным регионом, оставшимся под контролем республиканцев, где при этом не произошла «революция рабочего класса».
Революции в Испании посвящена работа историка и бывшего члена компартии Бёрнетта Боллотена The Spanish Civil War: Revolution and Counterrevolution и его предыдущие работы The Grand Camouflage и The Spanish Revolution. Боллотен писал, что хотя социальная революция в Испании, «наиболее уникальная из коллективистских революций XX века», имела последствия, в некоторых отношениях даже более глубокие, чем Октябрьская революция на её ранних этапах, за пределами Испании многие о ней не знали, так как республиканская и антифашистская пропаганда представляли события не совсем тем, чем они являлись, а революция происходила в условиях «великой маскировки», сохраняя надстройку правительства Народного фронта и начавшись лишь с началом Гражданской войны.

## Социальная революция
Наиболее важным аспектом социальной революции было создание либертарной социалистической экономики, основывавшейся на координации через децентрализованные и горизонтальные федерации объединений индустриальных коллективов и аграрных коммун. Это было достигнуто посредством экспроприации и коллективизации частных производственных ресурсов (и некоторых более мелких структур), в соответствии с анархо-коммунистической убежденностью в том, что частная собственность авторитарна по своей природе. Исследователь Гражданской войны в Испании (и антисоциалист) Бернетт Боллотен так описывает этот процесс:

Экономические преобразования, которые последовали за военным восстанием, были не менее существенны, чем политические. В тех областях, где восстание не удалось, рабочие двух профсоюзных федераций, социалистической ВСТ и анархо-синдикалистской НКТ, взяли в свои руки значительную часть экономики. Земельная собственность была конфискована; часть была коллективизирована, другая часть распределена среди крестьян, и нотариальные архивы, так же как регистры собственности были сожжены во многих городах и деревнях. Железные дороги, трамваи и автобусы, такси и суда, электроосвещение и энергетические компании, газовые заводы и водопроводные станции, машиностроительные и автомобильные сборочные заводы, шахты и цементные заводы, текстильные заводы и бумажные фабрики, электрические и химические компании, заводы по производству стеклянной посуды и парфюмерии, заводы пищевой промышленности и пивоваренные заводы, а также ряд других предприятий, были конфискованы либо находились под контролем рабочих комитетов, все формулы овладения имели для собственников на практике почти одинаковое значение. Кинотеатры и обычные театры, газеты и типографии, магазины и бары, были точно также были секвестрированы либо находились под контролем как и штаб-квартиры деловых и профессиональных ассоциаций и тысячи жилищ, принадлежавших высшему классу— 
Экономическая политика анархистских коллективов исходила в первую очередь из коммунистического принципа «от каждого по способностям, каждому по потребностям». В некоторых областях товарно-денежные отношения были полностью ликвидированы; их заменяли рабочими книжками и различными купонами, распределение осуществлялось исходя из потребностей, а не «по труду». Боллотен так описывает данный процесс:

Во многих сообществах деньги для внутреннего пользования были отменены, так как, по мнению анархистов, «деньги и власть — дьявольское приворотное зелье, превращающее человека в волка, бешеного врага вместо брата». «Здесь, во Фраге [небольшой городок в Арагоне] вы можете бросить банкноты на улице», писалось в либертарной газете, «и никто не обратит внимания. Рокфеллер, если ты явишься во Фрагу со всем своим банковским счётом, ты не сможешь купить себе чашку кофе. Деньги, твой Бог и твой слуга, были отменены здесь, и люди счастливы». В тех либертарных сообществах, где деньги были запрещены, заработная плата выплачивалась в купонах, размер чего определялся размером семьи. В локальном масштабе произведённые товары, если были в изобилии, такие как хлеб, вино, оливковое масло, распределялись свободно, в то время как другие предметы могли быть получены за купоны на коммунальном складе. Излишками товаров обменивались с другими анархистскими городами и деревнями, деньги использовались для обмена только с теми сообществами, которые не приняли новую систему.— 
Боллотен дополняет этот анализ цитатой из анархистского журналиста Аугустина Сухи: «Особенность большинства коллективов НКТ — семейная заработная плата. Заработная плата выплачивается согласно потребностям членов, а не по труду каждого работника». Данный акцент на обеспечение по потребностям членов, а не индивидуальная плата в сущности демонстрирует анархо-коммунистическую природу данных условий.
Несмотря на критиков, требующих «максимальной производительности», а не революционных методов, часто производили больше, нежели до коллективизации. В Арагоне, например, урожайность увеличилась на 20 %. Заработная плата средней семьи увеличилась на 15 %. Неграмотность снизилась с 50 % до 15 %. Уровень жизни повысился на 50 % в течение нескольких месяцев. Недавно освобожденные зоны функционировали на полностью либертарных принципах; решения принимались общими собраниями обычных граждан без какой бы то ни было бюрократии (лидеры НКТ-ФАИ были в это время на гораздо менее радикальных позициях, нежели рядовые участники движения, непосредственно ответственные за эти широкие преобразования). В дополнение к экономической революции, имел место и дух культурной революции. С некоторыми традициями, считавшимися репрессивными, было покончено. Например, женщинам юридически было разрешено делать аборты, стала широко распространённой идея «свободной любви». Во многом этот дух культурного освобождения послужил прототипом движения «новых левых» 1960-х.
По мере затягивания войны дух первых дней революции ослабевал. Отчасти это было связано с политикой Компартии Испании, следовавшей сигналам сталинского министерства иностранных дел СССР, источника большей части иностранной помощи, получаемой республиканцами. Политика коммунистов строилась на том, что во время войны не было времени и возможности для социалистической революции, и потому целью должна быть победа над Франко, а не свержение капитализма. В то же время другие левые, особенно анархо-синдикалисты и ПОУМ, резко не соглашались с таким подходом, диктовавшимся ИККИ Коминтерна; для них война и революция были неразделимы. Милицейские ополченцы, критиковавшие позицию Советского Союза по отношению к войне, лишались помощи. Частично из-за этого ситуация во многих контролировавшихся республиканцами областях постепенно возвращалась во многих аспектах к довоенным условиям; во многих отношениях «революция» закончилась задолго до окончательной победы сил Франко весной 1939 года.

## Критика
Критика испанской революции сосредоточена в основном вокруг утверждений о принуждении со стороны анархистов в отношении остального населения (прежде всего в сельских коммунах Арагона), что, как заявляют критики, идет вразрез с либертарными принципами. Боллотен утверждает, что отчёты НКТ-ФАИ преувеличивали добровольный характер коллективизации, и игнорировали более широко распространённые факты насильственного принуждения как основной особенности анархистской организации.

Хотя публикации НКТ-ФАИ ссылались на многочисленные прецеденты добровольного присоединения к коллективистской системе крестьян-собственников и фермеров-арендаторов, не может быть никаких сомнений, что несравнимо большее число упорно выступало против неё или приняло её только под крайним принуждением… Дело в том… что многие мелкие владельцы и фермеры-арендаторы были вынуждены присоединиться к коллективным хозяйствам до того как они могли иметь возможность решить свободно.

Он также подчеркивает общую принудительную природу военной атмосферы и анархистской военной организации и её присутствие во многих частях сельской местности, являющейся элементом в проведении коллективизации, даже если давление и принуждение не использовались напрямую, для обязывания участников против их воли.

Даже если крестьянин-собственник или фермер-арендатор не были вынуждены придерживаться коллективистской системы, было несколько факторов, которые трудной жизнь для непокорных; они были не только лишены возможности использовать наёмную рабочую силу и свободно распоряжаться своим урожаем, но им часто отказывали во всех преимуществах, которыми пользовались члены [коллективов]… Кроме того фермер-арендатор, который считал себя освобожденным от уплаты аренды уничтожением или бегством землевладельца или его управляющего, зачастую вынужден был продолжать такие же выплаты деревенскому комитету. Все эти факторы в совокупности оказывали давление почти столь же сильное, как приклад винтовки, и в конечном итоге вынуждали мелких владельцев и фермеров-арендаторов во многих деревнях оставлять свою землю и другое имущество коллективным хозяйствам.

Эти обвинения были ранее выдвинуты историком Рональдом Фрэзером в его «Blood of Spain: An Oral History of the Spanish Civil War», который прокомментировал, что прямое применение силы не было необходимым в контексте иных случаев принуждения в военных условиях.

Сельские жители могли обнаружить себя под значительным давлением к коллективизации — даже если по разным причинам. Не было никакой необходимости принуждать их под дулом пистолета: атмосферы принуждения, при которой «фашистов» расстреливали, было достаточно. «Спонтанные» и «принудительные» коллективы существовали, также как и добровольные и недобровольные коллективисты внутри них. Насильственная коллективизация противоречила либертарным идеалам. Ничто принудительное не может быть либертарным. Обязательная коллективизация была оправдана в глазах некоторых либертариев рассуждениями, более близкими к военному коммунизму, нежели к либертарному коммунизму: необходимость накормить находящиеся на фронте колонны.

Сторонники анархистов возражают на это тем, что «атмосфера принуждения» была неизбежным аспектом войны, что анархистов обвиняют несправедливо, и что наличие преднамеренного принуждения или прямое применение силы было минимально, о чём свидетельствует в целом мирное смешение коллективистов и индивидуалистов, не пожелавших участвовать в создаваемых коллективах. Последнее мнение выражает, в частности, историк Энтони Бивор в своей работе «Battle for Spain: The Spanish Civil War, 1936—1939».

Оправдание за эту операцию (чьи «очень резкие меры» потрясли даже некоторых членов партии) состояло в том, что, так как все коллективы создавались силой, Листер просто освобождал крестьян. Несомненно давление было, и не вызывает сомнения, что в некоторых случаях применялось оружие в пылу после восстания. Но сам факт, что в каждой деревне было смешение коллективистов и индивидуалистов демонстрирует, что крестьян не принуждали к коммунальным хозяйствам под дулом пистолета.

Историк Глэм Келси также утверждает, что анархистские коллективы основывались прежде всего на либертарных принципов добровольного объединения и организации, и что решение о присоединении и участии основывалось в целом на рациональном и взвешенном выборе, делавшимся после дестабилизации и эффективного отсутствия капитализма как мощного фактора в регионе.

Либертарный коммунизм и аграрная коллективизация были не экономическими условиями или социальными принципами принуждения враждебного населения специальными группами городских анархо-синдикалистов, но моделью существования и средством сельской организации, перенятыми из сельскохозяйственного опыт сельских анархистов, и принятые местными комитетами как самая разумная альтернатива отчасти феодальному, отчасти капиталистическому способу организации, которая только что рухнула.

Также внимание проанархистских аналитиков уделяется многим десятилетиям организации и более короткому периоду агитации НКТ-ФАИ, что служило основой высокого уровня членства повсюду в анархистской Испании, что часто упоминается как основа популярности анархистских коллективов, а не какое-либо применение силы или принуждения, которое якобы заставляло несогласных участвовать в них.